# 河田烈

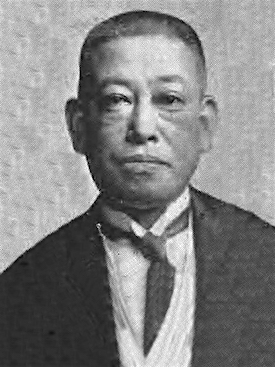
河田烈

河田 烈（かわだ いさお、1883年（明治16年）9月24日 - 1963年（昭和38年）9月27日）は、日本の大蔵官僚、大蔵大臣。

## 経歴
東京府生まれ。父は東京市助役を務めた河田烋。山川黙は弟。東京府立一中、一高を経て、1908年（明治41年）東京帝国大学法科大学政治学科卒業。同年大蔵省入省。配属先は理財局銀行課。
大蔵省では、銀行局普通銀行課長、主計局予算課長などを経て、1924年（大正13年）主計局長。
1929年（昭和4年）から1931年（昭和6年）12月まで、それぞれ民政党内閣である濱口内閣、第2次若槻内閣の井上準之助蔵相の下で大蔵次官を務めた。1932年（昭和7年）5月から1934年（昭和9年）7月まで、拓務次官を務めた。1934年（昭和9年）、岡田内閣で内閣書記官長となるが、同年11月27日、貴族院勅選議員に勅任される。
1940年（昭和15年）には第2次近衛内閣で大蔵大臣として入閣。その後国維会に属して資金統制強化などの統制経済を積極的に推進した。その大蔵大臣時代には東京市麹町区（現在の東京都千代田区大手町）に在る「将門塚」の故蹟保存碑の刻銘を揮毫している。
戦中は政治とは距離をおき、1941年（昭和16年）東亜海運社長、1944年（昭和19年）台湾拓殖社長、1945年（昭和20年）大成火災海上社長に就任したが、戦後公職追放となり、1946年（昭和21年）3月18日、貴族院勅選議員を辞任。
追放解除後の1952年（昭和27年）には特命全権使節として日華平和条約に調印するために台北に派遣された。
横浜造船社長、日華経済協会長なども務めた。

## 家族
- 祖父・河田迪斎（1806－1859） - 讃岐国（善通寺市金蔵寺）に生まれ、伊予小松藩の朱子学者・近藤篤山に師事[6]。江戸に出て昌平黌に学び、幕府儒官林家 (儒学者) の塾頭佐藤一斎の門下となり、一斎の娘を後妻とし、塾頭を継ぐ[6][7]。嘉永7年(1854年)にペリーが再来航の際、応接掛の林復斎にしたがって日米和親条約文を起草した[6]。名は興、字は猶興、通称は八之助、別号に屏淑、恵迪斎、編著に「水雲問答」[8]。
- 祖母・しん ‐ 佐藤一斎の八女、迪斎の後妻。
- 伯父・河田熙（貫堂） ‐ 迪斎の長男。幕吏。横浜鎖港談判使節団員
- 伯父・大橋陶庵  ‐ 迪斎の二男。儒者、大学教授。岳父に大橋訥庵。
- 伯父・河田羆（柳荘） ‐ 迪斎の三男（四男とも）。地理学者、「大日本地名辞書」・「大日本国誌」の編纂員。
- 父・河田烋(1856-1911) - 迪斎の七男。東京市助役。妻の里起（りき）は幕臣山岡義方の娘で、義兄（姉の夫）に田口卯吉がいる。
- 弟・山川黙

## 栄典
位階
- 1927年（昭和2年）6月1日 - 従四位[9]

勲章等
- 1921年（大正10年）7月1日 - 第一回国勢調査記念章[10]
- 1930年（昭和5年）12月5日 - 帝都復興記念章[11]
- 1940年（昭和15年）9月11日 - 勲一等瑞宝章[12]

## 参考・関連文献
- 『貴族院要覧（丙）』昭和21年12月増訂、貴族院事務局、1947年。
- 『CD現代日本人名録 物故者編』1901-2000」
- 『河田烈自叙伝』「河田烈自叙伝」刊行会、1965年。

| 公職            | 公職                             | 公職            |
| --------------- | -------------------------------- | --------------- |
| 先代 櫻内幸雄   | 大蔵大臣 第42代：1940年 - 1941年 | 次代 小倉正恒   |
| 先代 小林一三   | 商工大臣 （臨時代理）1940年      | 次代 豊田貞次郎 |
| 先代 堀切善次郎 | 内閣書記官長 第34代：1934年      | 次代 吉田茂     |
| 先代 堀切善次郎 | 拓務次官 第3代：1932年 - 1934年  | 次代 坪上貞二   |
| 先代 黒田英雄   | 大蔵次官 1929年 - 1931年         | 次代 黒田英雄   |